# فيصل بن عبد الله بن محمد بن عبد العزيز آل سعود

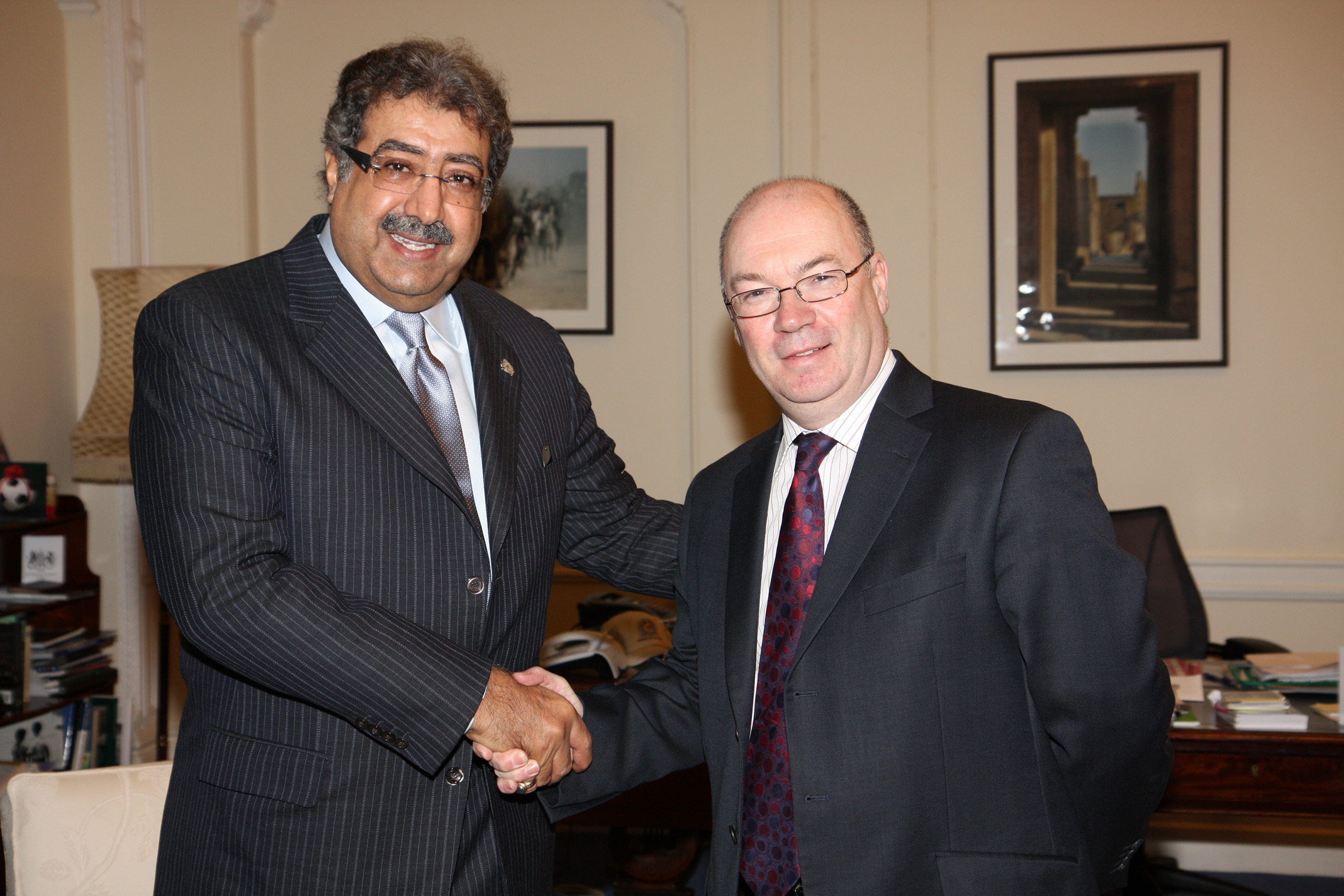
الوزير في زيارة رسمية إلى بريطانيا

الأمير فيصل بن عبد الله بن محمد بن عبد العزيز بن سعود بن فيصل بن تركي آل سعود، وزير التربية والتعليم السعودي سابقاً. من مواليد المملكة العربية السعودية عام 1950، والدته هي الأميرة نوف بنت عبد العزيز آل سعود، خاله هو الملك عبد الله بن عبد العزيز آل سعود و متزوج من الاميره عادله بنت عبد الله بن عبد العزيز آل سعود ولديه سته من الأبناء.

## مؤهلاته العلمية
تلقى تعليمه في الولايات المتحدة، وحصل على درجة البكالوريوس في إدارة الأعمال من كلية مينلو في عام 1971 وعلى درجة الماجستير في الهندسة الصناعية من جامعة ستانفورد في عام 1977 وموضوع الرسالة كانت لدراسات شملت مجالات القيم والتكنولوجيات والمجتمع، وعلم المستقبل.

## مناصبه الحكومية السابقة
- وزير التربية والتعليم
- مساعد رئيس الاستخبارات العامة السعودية
- رئيس مجموعة الأغر للفكر الاستراتيجي
- رئيس اللجنة التوجيهية لمشروع منظومة الابتكار الوطنية في مدينة الملك عبد العزيز للعلوم والتقنية

## الحياة الأسرية
- متزوج من الأميرة عادلة بنت عبد الله بن عبد العزيز آل سعود، وله من الأبناء:

الأميرة سما بنت فيصل، رئيسة لجنة فتيات الكشافة السعودية.
| سبقه عبد الله بن صالح العبيد | وزير التربية والتعليم السعودي 1430هـ - 1435هـ | تبعه خالد الفيصل |